# Georg Gick
Georg Johannes Gick (* 14. Dezember 1910 in Aschaffenburg; † 1. April 1985 in München) war ein deutscher Lehrer und Schulrektor, Schul- und Liederbuchautor und Mundartdichter.

## Leben
Georg Gicks Eltern zogen 1913 nach Amberg, woher sein Vater stammte. Seine Mutter, eine Bauerstochter, stammte aus Vogled bei Stammham (am Inn).
Mitte der 1930er Jahre verfasste er zwei Liederbücher. Nach seiner späteren Ausbildung zum Volksschullehrer wurde er nach München versetzt. 1955 verfasste er zusammen mit Hermann Fuhrich (1904–1980) die Preisschrift des Bayerischen Lehrer- und Lehrerinnenvereins in Regensburg (jetzt: Bayerischer Lehrer- und Lehrerinnenverband) mit dem Titel Der Gruppenunterricht. Theorie – Praxis. Als Mitverfasser von Schulbüchern war er beteiligt an den Lese- und Sprachbüchern Ilse Herrndoblers Ich und Du – Du und Ich, erschienen im Münchner Paul List Verlag und im Frankfurter Schroedel Verlag sowie auch an den im Oldenbourg Schulbuchverlag erschienenen Arbeitsheften bsv Rechtschreibunterricht. Zudem war er Mitherausgeber der Zeitschrift Welt der Schule (Verlag F. Ehrenwirth München). Seine Gedichte sind in bairischer Mundart geschrieben. 
Nach seiner Pensionierung zog Gick nach Sindlbach. Dort war er Initiator und Gründervater der im Sommer 1981 gegründeten kleinen Mundartdichtergruppe „Sindlbacher Kreis“. Die Gruppe, der auch Rudi Bayerl und Josef Fendl angehören, veröffentlichte zu Gicks Lebzeiten zwei der insgesamt vier Gedichtbände mit selbst verfassten Gedichten der Mitglieder in der Reihe Gereimtes und Ungereimtes aus der Oberpfalz bei der Don Bosco Druckerei in Ensdorf.

## Publikationen (Auswahl)
- Die Hirtenflöte. Lieder aus der heiligen Nacht. Verlag ars sacra Josef Müller, München 1935.
- Himmelfahrt des Herzens. Brautlieder für ein ganzes Jahr. Verlag ars sacra Josef Müller, München 1936.
- mit Hermann Fuhrich: Der Gruppenunterricht. Theorie – Praxis. Preisschrift des Bayerischen Lehrer- und Lehrerinnenvereins. Prögel, Ansbach 1952. [2. Aufl. 1954]
- The shepherd's pipe. Songs from the Holy Night. Poems by Georg Johannes Gick. Hutterian Society of Brothers (Übers, Hrsg.) Plough Pub. House, Rifton (N.Y.) 1969 [1. Aufl.]. ISBN 978-0-874-86010-8
- Ich habe mir manchmal einen Vers gemacht auf etwas und ihn dann in den Wind gesprochen …. Reime, Lieder, Verse, Gedichte. Privatdruck, Amberg 1970.
- So fia mi higsagd. Gedichte und Aufschreibungen in oberpfälzerischer Mundart. Morsak Verlag, Grafenau 1981. ISBN 978-3-875-53160-2
- Kennst du dees aa? Verse in bairischer Mundart. Morsak Verlag, Grafenau 1983. ISBN 978-3-875-53201-2